# Гайзельхёринг
Гайзельхёринг (нем. Geiselhöring) — город и городская община в Германии, в земле Бавария.
Община расположена в правительственном округе Нижняя Бавария в районе Штраубинг-Боген. Население составляет 6639 человек (на 31 декабря 2010 года). Занимает площадь 99,96 км². Официальный код — 09 2 78 123.

## Население
По оценке на 31 декабря 2015 года население общины Гайзельхёринг составляет 6870 чел. 

| Дата      | 1840 | 1871 | 1900 | 1925 | 1939 | 1950 | 1961 | 1970 | 1987 | 2011 |
| --------- | ---- | ---- | ---- | ---- | ---- | ---- | ---- | ---- | ---- | ---- |
| Население | 4234 | 5697 | 5606 | 5945 | 5465 | 7904 | 5883 | 5708 | 5765 | 6529 |

| Год       | 1960 | 1970 | 1980 | 1990 | 2000 | 2009 | 2010 | 2011 | 2012 | 2013 | 2014 | 2015 |
| --------- | ---- | ---- | ---- | ---- | ---- | ---- | ---- | ---- | ---- | ---- | ---- | ---- |
| Население | 5903 | 5682 | 5423 | 5996 | 6634 | 6764 | 6639 | 6564 | 6858 | 6936 | 6975 | 6870 |

## Города-побратимы
- Монт (Франция)

## Интересные фаты
- Музыкальная группа Haindling названа по названию одного из районов города. Основатель группы Ханс-Йюрген Бюхнер[нем.] жил в Гайзельхёринге.